# Aeroporto di Buri Ram
L'Aeroporto di Buri Ram (in thailandese ท่าอากาศยานบุรีรัมย์; IATA: BVF, ICAO: VTUO) è un aeroporto thailandese che serve il territorio della Provincia di Buri Ram, nella Thailandia del Nordest. È situato 40 km a Nord dal suo capoluogo Buriram e raggiungibile tramite la strada provinciale 219.
La struttura, posta all'altitudine di 180 m / 590 ft sul livello del mare, è dotata di un terminal, una torre di controllo e di una pista con fondo in asfalto, lunga 2 100 m e larga 45 m (6 890 x 148 ft) e orientamento 04/22, dotata di impianto di illuminazione ad alta intensità (HIRL) e sistema di assistenza all'atterraggio PAPI.
L'aeroporto, gestito dalla Airports of Thailand Public Co Ltd, effettua attività sia secondo le regole del volo a vista (VFR) che del volo strumentale (IFR) ed è aperto al traffico commerciale.

## Statistiche
Questo grafico non è disponibile a causa di un problema tecnico.
Si prega di non rimuoverlo.
Vedi la query Wikidata di origine.